# Jezioro Dołgie Wielkie
Jezioro Dołgie Wielkie je jezero ležící ve Slovinském národním parku v Pomořském vojvodství v Polsku. Jezero má plochu 156,4 ha, průměrnou hloubku 2,9 m.